# Проспер Аквитански
Проспер Тирон Аквитански (Prosper Tiro von Aquitanien; * ок. 390 при Лимож; † след 455 в Рим) e късноантичен писател и светец от 5 век. Той работи в канцеларията на папа Лъв I Велики.
Той e роден в Аквитания, получава добро образование, женен е и през 426 г. е монах в Марсилия. Преди да влезе в манастира той иска от жена си да посвети живота си на Бог. Приятел е с Хиларий от Арл и двамата пишат на Августин в Африка за привържениците на семипелагианизма в манастирите в Галия. Проспер се бори със семипелагианизма и през 431 г. пътува до Рим при папа Целестин I, за да получи от него подкрепа в учението на Августин против семипелагианизма. По-късно Проспер Тирон се отдръпва от строгото учение на Августин и взема модерна позиция.
От 440 г. Проспер Тирон е секретар (писец) и съветник по догматични въпроси в канцеларията на папата. Той участва в писането на кореспонденцията на папа Лъв I Велики, пише обаче и свои произведения. Написва Световна хроника до 455 г.
Проспер Тирон е закрилник на поетите. Чества се на 25 юни.
Неговите (вероятно) кости се намират като богато украсена реликва в църквата St. Johann в Ердинг до Мюнхен.

## Произведения
- Capitua Caelestiana
- Carmen de ingratis
- De gratia Dei et libero arbitrium contra collatorem
- De vocatione omnium gentium. Обработка на учението на Аугустин
- Epistulae
- Epitaphium Nestorianae et Pelagianae haereseon.
- Exposito Psalmorum
- Liber sententiarum ex operibus
- Epigrammata
- Liber epigrammatum ex sententiis sancti Augustini
- Epigrammatum ad Flavianum заедно с папа Лъв I.
- Epitoma chronicorum. Световна хроника
- Poema conjugis ad uxorem. Нареждане към съпругата му да се посвети на Бог.
- Pro Augustino responsiones ad excerpta Genuesium
- Responsiones ad capitula Gallorum
- Responsiones ad capitula obiectionum Vincentianarum
- Liber Sententiarum